# NGC 6440
NGC 6440 је збијено звездано јато у сазвежђу Стрелац које се налази на NGC листи објеката дубоког неба.
Деклинација објекта је - 20° 21' 32" а ректасцензија 17h 48m 52,6s. Привидна величина (магнитуда) објекта NGC 6440 износи 9,3. NGC 6440 је још познат и под ознакама GCL 77, ESO 589-SC8.